# Cuenca del Valsequillo
La cuenca del Valsequillo es una región natural que se localiza en el centro del estado mexicano de Puebla, que corresponde al sur del territorio angelopolitano y de otros municipios circundantes. En esta zona se encuentra la presa de Valsequillo, que es la más importante de Puebla. Además de esto, la zona es de gran interés para los arqueólogos por los descubrimientos de materiales que dan cuenta de una presencia humana muy antigua en la región. 

## Arqueología
Recientemente, en 2003, un equipo de arqueólogos de la universidad británica Liverpool John Moores University, dirigidos por Silvia González, han encontrado lo que se señalaron como posibles evidencias de huellas humanas fosilizadas en la zona, que tendrían una antigüedad de 40 000 años, sin embargo hoy día está demostrado que no son huellas humanas, sino marcas de cantera.[cita requerida]
Si bien las hipótesis de la invasión asiática, también llamada Teoría del poblamiento tardío o Clovis establecen una antigüedad de unos 11 500 años; los hallazgos de González y colaboradores, parecían apuntalar la concepción de que el modelo Clovis no puede aceptarse más como primera evidencia del poblamiento de América, sin embargo aunque han sido fruto de un gran debate, como se dice anteriormente, han quedado negadas como huellas humanas .
Algunos de los sitios excavados en la región del Valsequillo son Hueyatlaco y el cerro de Toluquilla.